# Drăghești, Mehedinți
Drăghești este un sat în comuna Isverna din județul Mehedinți, Oltenia, România.

## Vezi și
- Biserica de lemn din Drăghești